# 克魯格洛耶湖 (斯摩棱斯克州)
55°30′20″N 31°48′23″E / 55.50556°N 31.80639°E
克魯格洛耶湖（俄语：Круглое），是俄羅斯的湖泊，位於該國西部斯摩棱斯克州，由傑米多夫斯基區負責管轄，面積0.02平方公里，海拔高度179米，集水區面積12平方公里，平均水深3米，最大水深6.5米。